# Jules Joseph Onfroy
Pour les articles homonymes, voir Onfroy.
Jules Joseph Onfroy, né à Marseille le 18 janvier 1808 et mort dans la même ville le 9 mai 1886, est un avocat français, maire de Marseille.

## Biographie

### Avocat
Jules Joseph Félix Théodore Onfroy fait de brillantes études au collège royal de sa ville natale puis à la faculté de droit d’Aix-en-Provence où il obtient sa licence de droit à l’âge de 20 ans. Il prête serment le 2 novembre 1828 au barreau de Marseille. Il prend la suite du cabinet Emérigon situé rue de la Reynarde. Ses succès lui assurent rapidement une certaine notoriété ainsi qu’une clientèle fortunée parmi les riches hommes d’affaires du commerce maritime. Il devient membre du conseil de l’ordre de 1846 à 1848. Sa notoriété s’affirme lorsque le journal La Voix du peuple l’accuse dans son édition du 21 avril 1849 d’avoir poussé le procureur de la république à entreprendre des poursuites judiciaires contre le journal. Le conseil de l’ordre soutient Onfroy et l’autorise à poursuivre en correctionnel le journal. Celui-ci finit par se rétracter. Il est élu bâtonnier de 1852 à 1854.
Aux élections municipales des 11 et 12 août 1855 il est élu sur la liste gouvernementale et remplit cette fonction jusqu’au 23 septembre 1860, date de la dissolution.

### Maire
Après la démission du maire Louis-Philippe Lagarde qui ne s’entendait pas avec le nouveau préfet Maupas particulièrement autoritaire, Onfroy fut nommé maire par un décret impérial du 30 janvier 1861. Il accueille cette nomination avec satisfaction. À cette occasion il dit : « Je ne veux pas cesser de faire partie de l’ordre, à partir de ce moment je n’ai plus qu’une cliente, la ville de Marseille, je ne faillerai pas à mes devoirs. ». Il remit cependant son cabinet entre les mains d'un jeune avocat et "alla s'installer dans une grande maison qu'il orna somptueusement, pour y mener désormais un train de vie digne de la grande cité dont il était devenu le premier magistrat."
Sous son mandat sont poursuivis ou commencés les grands travaux : rue impériale (actuellement rue de la République), prolongement du cours Bonaparte (actuellement cours Pierre-Puget), achèvement du chemin de la corniche, travaux préliminaires du palais Longchamp, muséum d’histoire naturelle. Lors des travaux de la rue impériale des vestiges archéologiques sont découverts. Par arrêté du 2 décembre 1861 le maire crée une commission d’archéologie pour assurer la conservation de ces vestiges et leur dépôt dans les musées municipaux.
Le mandat d’Onfroy se termine le 20 février 1862 alors qu’il vient de recevoir la croix de la Légion d’honneur , . Il quitte la mairie en raison d'un désaccord avec le pouvoir impérial, qui l'a nommé, parce que les libertés communales ne sont pas assez respectées par son représentant, mais surtout,selon la tradition de sa famille, parce qu'il avait été décidé de rémunérer les maires, et qu'il considérait que ce devait être une fonction  bénévole et gratuite. "Cet acte d'indépendance (…) fut, d'ailleurs, accompli sans ostentation, avec une simplicité qui en accentua la grandeur. Onfroy ferma sa demeure d'apparat, vendit le mobilier, revint occuper de nouveau son modeste logis et, dès le lendemain, il reparaissait à la barre."

### Retour au barreau
Il rejoint le barreau avec une certaine satisfaction et retrouve son cabinet et ses clients. Il devient membre du conseil de discipline et le restera jusqu’en 1865.
Après la chute de l’empire et de la Commune, un conseil de guerre siégeant du 12 au 28 juin jugea 17 personnes dont 6 furent acquittées alors que Gaston Crémieux fut exécuté au Pharo le 30 septembre 1871. L’avocat Emile Bouchet faisait partie des acquittés mais, révoqué comme magistrat, avait fait appel de cette décision. Onfroy est chargé de défendre les intérêts de l’ordre. Dans sa séance du 24 août 1872, le bâtonnier remercie Onfroy « pour le zèle et le dévouement dont il a fait preuve dans cette affaire ».
Homme cultivé, il aimait le sport et naviguait avec ses amis sur son petit voilier. C’était aussi un homme généreux, il fit de nombreux dons pour les hôpitaux car il faisait partie de la commission des hospices, veillant à ce que son nom ne fût jamais connu. Il mourut le 9 mai 1886 et aucun discours ne fut prononcé à ses obsèques, conformément à ses dernières volontés. Tous les membres du conseil de l’ordre assistèrent aux funérailles. Au cours de la séance de rentrée de la conférence des avocats, le bâtonnier Ludovic Legré qui fut par ailleurs un excellent botaniste, prononça le 16 décembre 1886 l’éloge de Jules Onfroy. Ce discours a fait l’objet d’une publication.